# 진숭악
진숭악(陳崇岳)은 중화민국의 소방공무원으로, 2024년 8월부터 신베이시 소방국 국장으로 재직 중이다. 중앙경찰관학교 소방학과 50기를 졸업하고, 중앙경찰대학 소방과학연구소에서 석사 학위를 취득하였다. 1985년경 특수경찰 소방직 시험에 합격하여 소방공무원으로 임용되었으며, 이후 타이베이시 소방국에서 대대장으로 13년간 근무하였다.
그는 신베이시 소방국(구 타이베이현 소방국)으로 자리를 옮긴 뒤 주임비서, 부국장 등을 역임하였으며, 중앙행정기관인 내정부 소속 부서에도 파견되어 근무한 경력이 있다. 2024년 6월 전임 국장 리칭안이 시참사(市參事)로 승진하며 국장직에서 물러난 후, 진숭악은 같은 해 8월 1일 부로 신베이시 소방국 국장으로 공식 임명되었다.
국장 취임 후 그는 구조·구급 역량 강화, 대원 안전 확보, 화학재난 대응체계 정비 등을 주요 정책 방향으로 제시하였다. 신베이시 잉거 지역에는 약 7헥타르 규모의 화학재난 대응 훈련센터 건립을 추진하였으며, 중앙정부로부터 약 19.9억 신대만달러의 예산을 확보하였다. 또한 고층건축물 화재 대응 전술의 개선, 기상재난 대응체계 확립, 시민 방재체험관 건립 등의 사안에 관여하며 방재 인프라 강화에도 참여하고 있다.
2025년 7월 신베이시 신뎬시에서 발생한 수난 구조사고 당시 지휘 책임자로서 구조대원 순직 사건에 대한 조사위원회를 설치하고 외부 전문가를 포함한 사고 원인 조사와 재발 방지 대책을 발표하였다. 이 외에도 린커우 지역 공단 화재, 푸런병원 대피 소동 등 재난 상황에서의 대응을 총괄하였으며, 타이중 가스폭발 사고 발생 후 신베이시 내 유사 시설에 대한 특별 점검을 지시하는 등 선제적 대응 조치를 시행하였다.

## 경력
- 1985년경 특수경찰 소방직 시험(乙等) 합격, 소방공무원 임용
- 중앙경찰관학교 소방학과 50기 졸업
- 중앙경찰대학 소방과학연구소 석사과정 수료
- 타이베이시 소방국 대대장으로 13년간 근무
- 타이베이현(현 신베이시) 소방국 주임비서 및 부국장 역임
- 내정부 파견 근무 경험 보유
- 2024년 8월 1일 신베이시 소방국 부국장

## 추진 정책

### 잉거(鶯歌) 지역 화학재난 대응 훈련센터 건립 계획 수립
진숭악은 신베이시 소방국 국장으로 재직하며 화학재난 대응 능력 강화를 위한 인프라 구축에 주력하였다. 그는 잉거(鶯歌) 지역에 약 7헥타르 규모의 화학재난 대응 훈련센터 건립을 추진하였으며, 이를 위해 환경부 산하 화학물질관리서로부터 약 19.9억 신대만달러의 예산을 확보하였다. 해당 훈련센터는 일본 도쿄소방청, 싱가포르 민방위훈련학교, 프랑스 소방고등학교 등 해외 선진기관의 사례를 참조하여 최첨단 설비와 전문 교육과정을 갖출 예정으로 계획되었다. 본 사업은 단순한 시설 확충을 넘어, 신베이시의 구조·구급 인력을 대상으로 한 체계적인 교육과 실전 대응 훈련을 제공함으로써, 대규모 유해화학물질 사고 발생 시의 대응 역량을 제고하는 데 목적이 있다.

### 고층건축물 화재 대응 전술 강화 및 장비 확충
진숭악은 고층건축물의 증가에 따른 화재 대응의 복잡성과 위험성을 고려하여, 고층 화재에 특화된 전술 강화 및 장비 확충을 주요 과제로 제시하였다. 그는 국장 취임 이후 신베이시의 초고층 건축물 밀집 지역을 대상으로 화재 진압 전술을 재정비하고, 고층부 인명 구조 및 연기 배출, 고열 대응 등에 필요한 특수 장비와 설비의 보강을 추진하였다. 또한 고층 화재에 대비한 시나리오 기반의 실전 모의훈련을 확대하고, 각급 현장지휘관의 전술 운용 능력을 제고하기 위한 교육 프로그램을 강화하였다. 이러한 정책은 도심 밀집지역에서의 화재 발생 시 초기 대응력 확보와 대형 참사 예방을 목표로 한다.

### 국지성 폭우 등 기상재난 대응체계 개선
진숭악은 엘니뇨 등 이상기후로 인한 국지성 폭우와 급격한 홍수 발생 빈도가 높아짐에 따라, 신베이시의 기상재난 대응체계를 개선하는 데 주력하였다. 그는 각 행정구 단위로 소방 조직과의 협조 체계를 재정비하고, 돌발성 강우 시 조기 경보 및 신속 대응이 가능하도록 대응 매뉴얼과 경보 시스템을 보완하였다. 또한 침수 취약 지역에 대한 사전 예찰 활동을 강화하고, 수방장비와 배수 펌프 차량의 전진 배치 등 선제적 대응 조치를 시행하였다. 이러한 체계 개선은 시민의 생명과 재산을 보호하는 실질적인 재난 관리 역량 강화를 목표로 한다.

### 시민 방재체험관 건립 관련 부지 조정 및 부처 협의 주도
진숭악은 시민의 재난 대응 역량 강화를 위한 실질적 교육 인프라의 필요성을 인식하고, 신베이시 방재체험관 건립 사업을 적극 추진하였다. 당초 체험관 부지는 신좡(新莊)이나 산충(三重) 지역이 후보지로 검토되었으나, 인근 주민들의 반대와 토지 이용 문제로 무산되었고, 이후 잉거(鶯歌) 지역으로 계획이 변경되었다. 잉거 부지에는 기존 주택과 공장이 혼재되어 있어 일부 주민들이 소유권 문제로 소송을 제기하였으며, 이에 따라 진숭악은 사회국 및 경제발전국 등 관련 부서와 협의하여 약 2헥타르를 제외한 5.5헥타르 부지에 체험관을 조성하는 방안을 마련하였다. 그는 취약계층 세입자 및 기존 공장에 대한 지원 대책을 병행하면서, 체험관 건립 사업이 차질 없이 진행될 수 있도록 행정 조정을 총괄하였다. 해당 체험관은 시민들에게 화재, 지진, 수해 등 각종 재난에 대한 체험 기반 교육을 제공하는 시설로 설계되고 있다.

### “스마트 지능형 지휘대”시스템 도입을 통한 평균 출동시간 단축
진숭악은 신베이시 소방국장으로 취임한 이후, 도시형 재난에 신속하게 대응하기 위한 기술 기반 시스템 도입을 추진하였다. 그 중심에는 “스마트 지능형 지휘대” 시스템이 있으며, 이는 119 신고 접수부터 출동 결정, 현장 지휘까지의 전 과정을 데이터 기반으로 통합 관리하는 플랫폼이다. 해당 시스템은 신고 위치를 자동으로 식별하고 인근 소방서의 출동 가능 자원과 최적 경로를 실시간으로 분석하여 배차함으로써, 기존보다 평균 출동 소요 시간을 약 20초 단축하는 성과를 거두었다. 이는 전국 최초의 사례로 평가되며, 신속성과 정확성, 자원 효율성 면에서 소방대응 역량을 크게 향상시킨 것으로 보고되고 있다. 진숭악은 이 시스템을 중심으로 한 과학적 지휘체계의 확대를 통해 미래형 재난대응 모델을 구축하고자 하였다.